# میواکو کاکی
میواکو کاکی (انگلیسی: Miwako Kakei؛ زادهٔ ۶ مارس ۱۹۹۴) مدل (شخص)، شخصیت‌های تلویزیونی در ژاپن، و بازیگر اهل ژاپن است. وی از سال ۲۰۱۲ میلادی تاکنون مشغول فعالیت بوده‌است.